# Marion Farissier
Marion Farissier (* 23. November 1991 in Écully) ist eine französische Wasserspringerin. Sie startet für den Verein Lyon Plongeon Club im Kunstspringen vom 1-m- und 3-m-Brett sowie mit Fanny Bouvet im 3-m-Synchronspringen, trainiert wird sie von Alexandre Rochas.
Farissier nimmt seit 2006 in internationalen Juniorenwettbewerben teil. Bei der Junioreneuropameisterschaft 2009 in Budapest gewann sie mit Bronze vom 1-m-Brett ihre erste und bislang einzige Medaille bei internationalen Titelkämpfen. Im Erwachsenenbereich debütierte sie bei der Europameisterschaft 2010 in Budapest, mit Claire Febvay belegte sie im 3-m-Synchronspringen Rang sieben. Farissier konnte im folgenden Jahr bei der Europameisterschaft in Turin erstmals in einem Einzelwettbewerb das Finale erreichen und vom 3-m-Brett Rang zwölf belegen. Mit ihrer neuen Synchronpartnerin Bouvet erreichte sie zudem im Finale Rang sieben und bei der Weltmeisterschaft in Shanghai Rang elf. Weitere Finals in Einzelwettbewerben erreichte Farissier bei der Europameisterschaft 2012 in Eindhoven, sie belegte vom 1-m-Brett Rang neun und vom 3-m-Brett Rang zwölf. Farissier qualifizierte sich im Einzel vom 3-m-Brett für die Olympischen Spiele 2012 in London.